# Haras de Salers
Les haras de Salers sont des anciens haras situés en France sur la commune de Salers, en région Auvergne-Rhône-Alpes.

## Localisation
Le monument se trouve place Tyssandier-d'Escous dans le centre de Salers.

## Historique
Cette structure fait partie des haras de l'ancien bailliage, lequel a été transféré de Saint-Martin-Valmeroux à Salers en 1564.

### Protection
La façade et la toiture sont classées au titre des monuments historiques par arrêté du 29 juin 1951.

## Description
La construction se compose d'un rez-de-chaussée couvert, avec une façade comportant une porte cochère à anse de panier, flanquée de deux petites fenêtres, et surmontée de portes fourragères et de lucarnes à fronton triangulaire, dont l'une semble récente.